# Liste der Fluggesellschaften in Bhutan

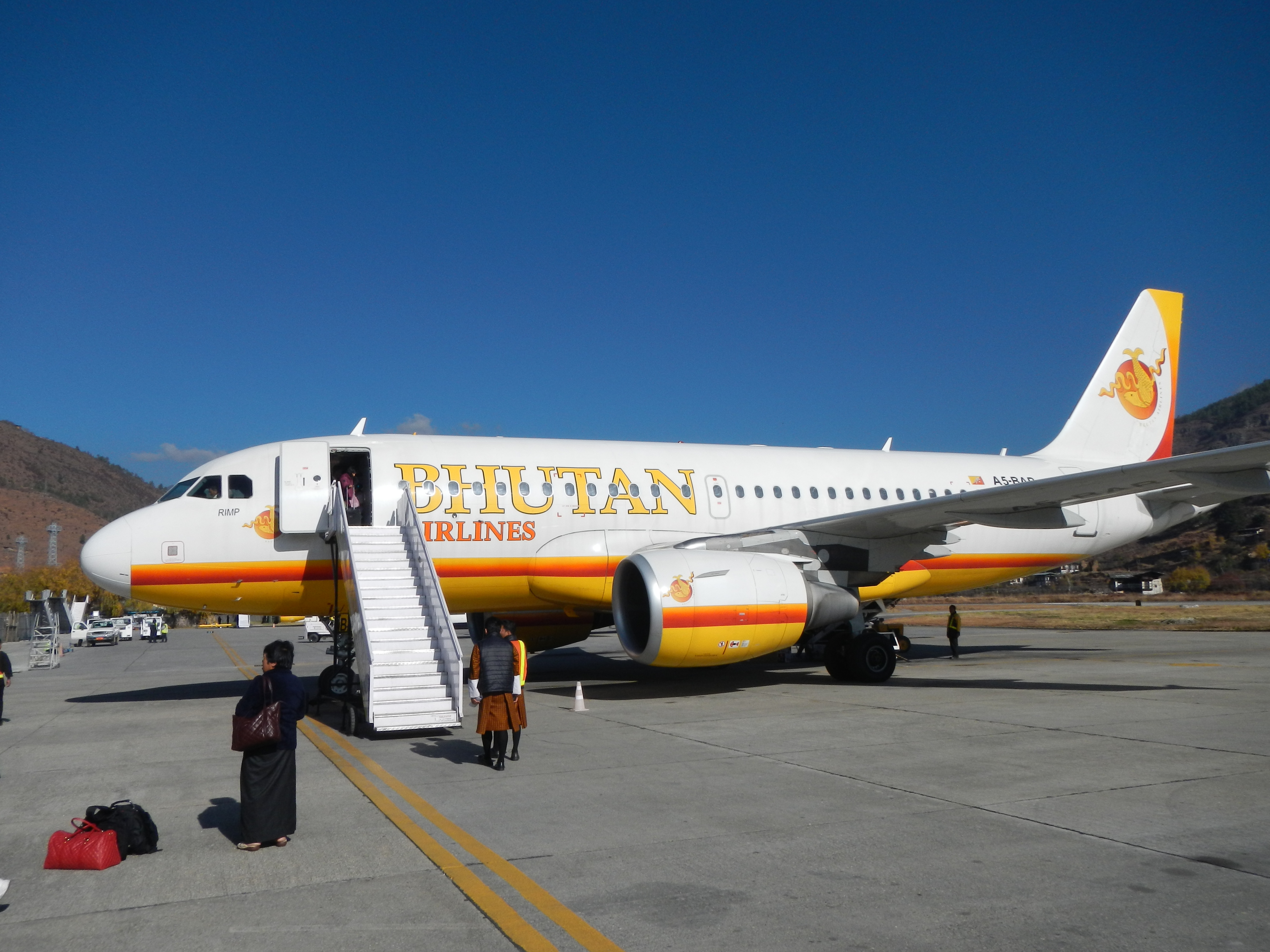
Bhutan Airlines

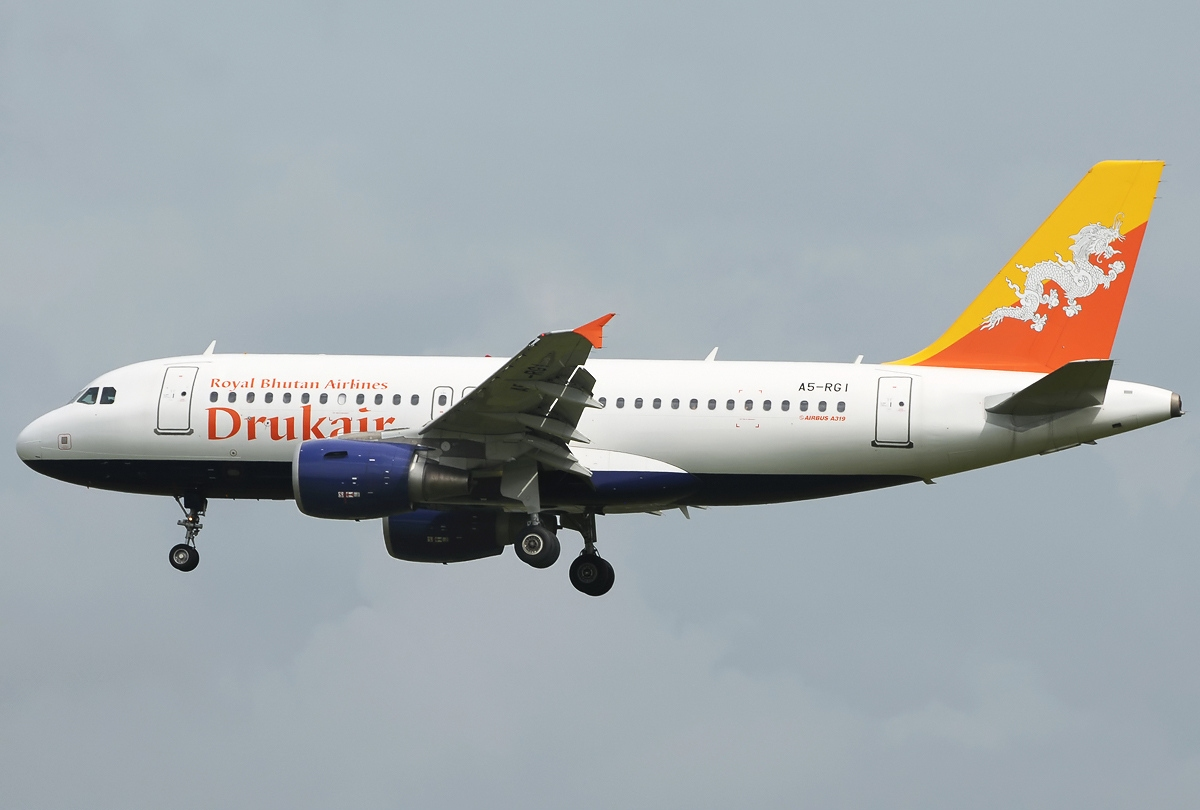
Druk Air

Dies ist eine Liste der Fluggesellschaften in Bhutan.

## Aktuelle Fluggesellschaften
- Bhutan Airlines (seit 2013)
- Druk Air (seit 1983)

## Ehemalige Fluggesellschaften
- Tashi Air (2011–2013)